# Ludger Kolhoff
Ludger Kolhoff (* 1957) ist ein deutscher Sozialwissenschaftler und Hochschullehrer. Von 1993 bis 2025 war er Professor für Soziales Management an der Ostfalia Hochschule für angewandte Wissenschaften und leitete dort bis 2024 den Masterstudiengang „Social Management“. Er ist Gesellschafter des Berliner Instituts für Gesundheits- und Sozialwissenschaften (BIGSo) und forscht zu Themen wie Sozialraumorientierung, Schulsozialarbeit und Digitalisierung sozialer Dienste.

## Leben

### Studium und Promotion
Ludger Kolhoff studierte von 1976 bis 1985 Pädagogik, Elektrotechnik, Sozialkunde/Politikwissenschaft und Soziologie an der Technischen Fachhochschule (TFH) und der Technischen Universität (TU) Berlin. Nach dem Abschluss mit einer Vorprüfung an der TFH sowie einem Magister- und Ersten Technisch-Wissenschaftlichen Staatsexamen absolvierte er von 1984 bis 1986 sein Studienreferendariat in Berlin und schloss dieses mit dem Zweiten Technisch-Wissenschaftlichen Staatsexamen ab. 1988 bis 1989 erweiterte er seine Qualifikation durch eine berufsbegleitende Weiterbildung in Sonderpädagogik an der Freien Universität (FU) Berlin. 1991 promovierte er an der TU Berlin zum Dr. phil.

### Arbeit
Ludger Kolhoff begann seine berufliche Laufbahn 1979 als Geschäftsführer und Sonderbeauftragter für Selbsthilfeprojekte des Martinswerks eV, das dem Diakonischen Werk Berlin angehört. Von 1983 bis 1993 war er Mitinitiator, Aufsichtsratsvorsitzender und Fachbeiratsvorsitzender der Stattbau Stadtentwicklungs GmbH, der als treuhänderischer Sanierungsträger des Landes Berlin sowie in Brandenburg und Sachsen tätig war. Zudem war er von 1991 bis 1993 Gründungsgeschäftsführer der „Perspektive“ Gesellschaft für Bauberatung und Betreuung mbH, einer Tochtergesellschaft der Stattbau GmbH und des Paritätischen Wohlfahrtsverbands Berlin.
Von 1986 bis 1993 war Kolhoff als Studienassessor und später als Studienrat an der Annedore-Leber-Oberschule in Berlin tätig, einer Berufsschule mit sonderpädagogischen Aufgaben. 1993 wurde er Professor für Soziales Management an der Fakultät Soziale Arbeit der Ostfalia Hochschule für angewandte Wissenschaften. Dort übernahm er zahlreiche Leitungsfunktionen, darunter als Koordinator des Lernbereichs „Institutionen und Organisationen Sozialer Arbeit“ (1995–1999) und des Studienschwerpunkts „Soziale Verwaltung und Management“ (1997–2008). Er war mehrfaches Mitglied des Fachbereichsrats (1997–2003) und des Akademischen Senats (1999–2005, 2008–2011, 2014–2023).
Von 2001 bis 2024 leitete er den ersten in Deutschland akkreditierten postgradualen Masterstudiengang „Social Management“, der an mehreren Standorten etablierte. Er war Prüfungsausschussvorsitzender dieses Studiengangs (2001–2024) und Koordinator verschiedener Module im BA-Studiengang Soziale Arbeit. Darüber hinaus leitete er zahlreiche Berufungskommissionen, war mehrfach Vorsitzender der Studienkommission sowie Auslandsbeauftragter der Fakultät.

## Weitere Tätigkeiten und Engagement

### Deutsch-französisch-italienische Seminarreihen
Zwischen 1996 und 2024 war Ludger Kolhoff an internationalen Veranstaltungen beteiligt, die den Austausch in der sozialen Arbeit zwischen Deutschland, Frankreich und Italien förderten. Die Themen umfassen unter anderem Sozialraumorientierung, Flüchtlingsarbeit und die Auswirkungen der Corona-Pandemie auf die Soziale Arbeit.

### Exkursionen
Ludger Kolhoff war auch an internationalen Veranstaltungen in Südafrika, Indien, China und anderen Ländern beteiligt. Themen wie „Südafrika im Wandel“ (2023), „Indien im Wandel“ (2014–2019) sowie „China im Wandel“ (2009–2013) wurden in Zusammenarbeit mit Hochschulen wie der Nelson Mandela University, der Guru Singh Indraprastha University und der CDHAW Shanghai diskutiert.

### Third Mission
Ludger Kolhoff engagiert sich seit Jahren intensiv in verschiedenen Bereichen der Sozialwirtschaft und Sozialmanagement. Er war Leiter mehrerer berufsbegleitender Zusatzqualifikationen, darunter die Rehabilitationspädagogische Qualifikation für Caritas Freiburg und die Zusatzqualifikation zur Umsetzung des Bundesteilhabegesetzes (BTGH) für Sozialpädagogen in Salzgitter und Wolfsburg. Darüber hinaus war Kolhoff in zahlreichen gesellschaftlichen und beruflichen Funktionen aktiv, etwa als Mitglied des Kuratoriums der Hans-Böckler-Stiftung (2020–2023) und als Vorstandsmitglied der Bundesarbeitsgemeinschaft Sozialmanagement/Sozialwirtschaft an Hochschulen eV. Seit 2002 ist er außerdem Vertrauensdozent der Hans-Böckler-Stiftung.
In der wissenschaftlichen Arbeit tritt Kolhoff als Gutachter für verschiedene Fachzeitschriften und Akkreditierungsagenturen an, darunter die AHPGS und ACQUIN. Er hat in zahlreichen Vorträgen und Tagungen zu Themen wie der Umsetzung des BTHG, Fachkräftemangel und der Rolle der Digitalisierung in der Sozialwirtschaft referiert. Besonders hervorzuheben sind seine internationalen Vorträge zur Sozialarbeit und die Auswirkungen der Corona-Pandemie, sowie zu Chancen der Digitalisierung für die Arbeitsmarktqualifizierung von Menschen mit Beeinträchtigungen. Schließlich hat Kolhoff auch Initiativen wie das „Selbsthilfeprojekt Redesalat“ und den Verein „The Bridge“ ins Leben gerufen, die aus seinem Studienprojekt „Soziales Management“ hervorgingen.

### Forschungsprojekte
Ludger Kolhoff ist in verschiedenen Projekten tätig, die digitale Bildung und Inklusion von Menschen mit Behinderungen fördern. Aktuell leitet er das Modellprojekt DisAm (2023–2026), dass die Chancen der Digitalisierung für die selbstbestimmte Arbeitsmarktqualifizierung von Menschen mit Schwerbehinderung untersucht. Zuvor war er an internationalen Projekten wie „LeArNing CEnters for Social Entrepreneurs“ (2021–2024) und einer Partnerschaft mit der Provinz Eastern Cape in Südafrika (2017–2023) beteiligt. Weitere Projekte umfassen die Entwicklung digitaler Bildungsangebote für schwerbehinderte Menschen (2019–2022) sowie die wissenschaftliche Begleitung der Umsetzung des BTHG in der Region (2019–2022). Darüber hinaus begleitete Kolhoff mehrere wissenschaftliche Projekte zur Sozialraumorientierung und der Integration von Menschen mit Behinderungen in den Arbeitsmarkt und die Gesellschaft.

## Schriftenreihe
Kolhoff, L. (Hrsg.): Aktuelle Diskurse in der Sozialwirtschaft I – VI, Springer VS, Wiesbaden
- Band I, mit Klaus Grunwald: Ansätze zur Differenzierung des sozialwirtschaftlichen Geschehens nach Ebenen. Moral und (Sozial-) Geschäft, Ethik und Management. Der Klient im Fokus von Sozialer Arbeit und Sozialwirtschaft Governance und Sozialwirtschaft. (2018, Hrsg.).
- Band II: Kompetenzen und Ermöglichungsstrukturen an der Schnittstelle von Sozial- und Publicmanagement. Sozialwirtschaft und Sozialplanung im lokalen Raum. Finanzielle Ressourcen der Sozialwirtschaft. Care: Bezahlte und unbezahlte sozialwirtschaftliche Versorgung. (2019).
- Band III: Management der Flüchtlingsintegration. Wirkungs- und sozialraumorientierte Schulsozialarbeit. Organisationale Netzwerke weben: Knoten und Kanten in der Kinder- und Jugendarbeit managen. (2021).
- Band IV: Diversity Management in Einrichtungen der Sozialwirtschaft. Aktuelle Herausforderungen an die Lehre in der Sozialwirtschaft. Qualitätsmanagement in der Sozialwirtschaft: Hilfreiches Instrument oder bürokratisches Übel? (2022)
- Band V: Sozialunternehmen im internationalen Vergleich. Gender & Sozialwirtschaft. Digitalisierung in der Sozialwirtschaft. (2024)
- Band VI: Die Umsetzung des Bundesteilhabegesetzes – erste empirische Ergebnisse aus der Forschung. Nachhaltigkeit in der Sozialwirtschaft. Social Entrepreneurship. (erscheint 2025)

## Monografien (Auswahl)
- Digitale Bildungsangebote für die Qualifizierung schwerbehinderter Menschen, Springer VS 2025. (springer.com)
- Auf dem Weg zur Inklusion? – Die Umsetzung des Bundesteilhabegesetzes (BTHG). Eine empirische Untersuchung in Südostniedersachsen. Perspektiven Sozialwirtschaft und Sozialmanagement. Springer VS, Wiesbaden 2024.
- Governance in der Sozialwirtschaft – Eine Einführung, Springer VS, Wiesbaden, 2022.(Englische Fassung: Kolhoff, L.: Governance in the Social Economy. An Introduction, Springer VS, Wiesbaden 2023.)
- mit Hartung-Ziehlke, J., Frankenstein, K.: Teilhabe an digitaler Bildung. Ergebnisse der Bildungsstudie der Genossenschaft der Werkstätten für behinderte Menschen in Norddeutschland e. G., Springer VS, Wiesbaden, 2021. Englische Fassung: Kolhoff, L., Hartung-Ziehlke, J., Frankenstein, K.: Participation in Digital Education. Results of the educational study of the Genossenschaft der Werkstätten für behinderte Menschen in Norddeutschland e. G., (Germany), Springer Fachmedien Wiesbaden GmbH, part of Springer Nature, Wiesbaden 2023.
- Projektmanagement, 2., aktualisierte und erweiterte Auflage, Baden-Baden: Nomos, 2020.
- mit Baur, C., Gröpler, K.-H., Tabatt-Hirschfeldt, A.: Sozialmanagement in der Arbeit mit Geflüchteten – Eine Einführung, Wiesbaden: Springer VS, 2020.
- Existenzgründung in der Sozialwirtschaft (Basiswissen Sozialwirtschaft und Sozialmanagement), 3. Auflage, Wiesbaden: Springer VS, 2020.
- Finanzierung der Sozialwirtschaft – eine Einführung, 2., vollständig überarbeitete Auflage, Wiesbaden: Springer VS, 2017.

## Herausgeberschaften (Auswahl)
- Management der Teilhabe von Menschen mit Beeinträchtigungen, Springer VS, Wiesbaden 2021
- Sozialraumorientierte Schulsozialarbeit – Prozess- und Wirkungsevaluation des Modellprojekts ‚Stadtteil in der Schule', Wiesbaden: Springer VS, 2018.
- mit Grunwald, K.: Aktuelle Diskurse in der Sozialwirtschaft I, Wiesbaden: Springer VS, 2018.
- mit Gebhardt, Ch.: Stadtteil in der Schule, Planung eines Modellprojekts zur kindsbezogenen und stadtteilorientierten Armutsprävention, Wiesbaden: Springer VS, 2016.